# Колгу мак Файльбе Флайнн

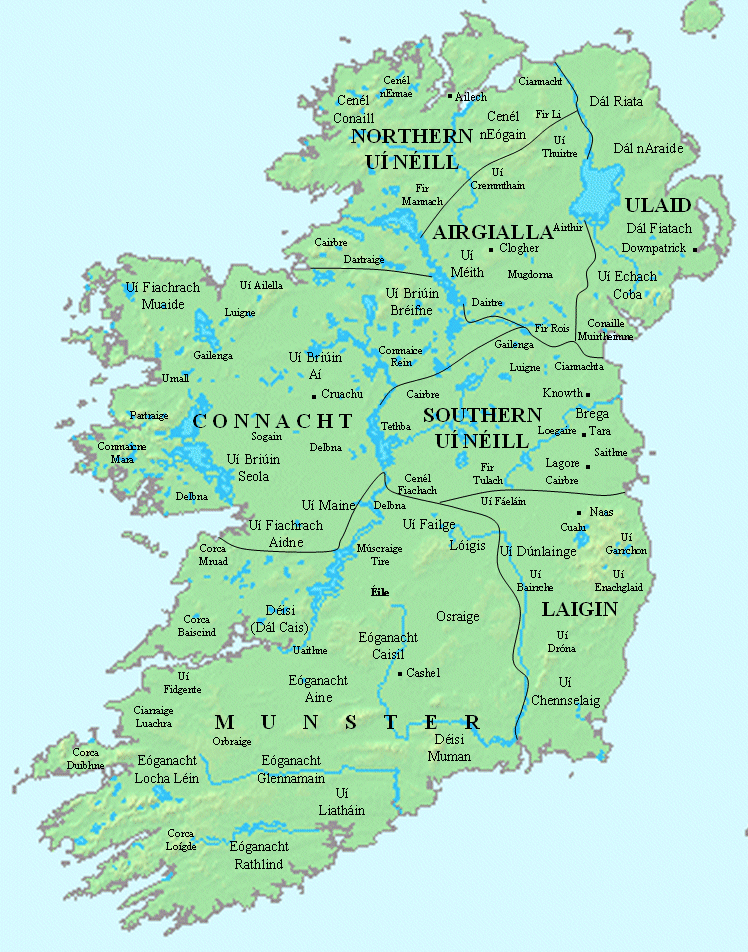
Ирландия в Раннее Средневековье

Колгу мак Файльбе Флайнн (Колку мак Файльбе Флайнд; др.‑ирл. Colgú mac Faílbe Flainn, Colcú mac Faílbe Flaind; умер в 678) — король Мунстера (665/666—678) из рода Кашелских Эоганахтов.

## Биография
Колгу был одним из сыновей Файльбе Фланна, правившего Мунстером в 626/628—637/639 годах. Владения его семьи находились вблизи Кашела.
В 665 или 666 году Колгу мак Файльбе Флайнн получил власть над Мунстером. Он стал преемником скончавшегося от чумы короля Катала Ку-кен-матайра из рода Глендамнахских (Глендамайнских) Эоганахтов. Об этом сообщается в средневековом трактате «Laud Synchronisms», в котором Колгу наделён тринадцатью годами правления.
О правлении Колгу мак Файльбе Флайнна в средневековых исторических источниках сохранилось не очень много сведений. В ирландских анналах сообщается, в том числе, о прекращении в 667 году в Ирландии эпидемии чумы, жертвами которой за три года стало множество жителей острова. Также повествуется о войне в том же году мунстерского септа Уи Фидгенти с их соседями из Арайде. Конфликт завершился битвой, в которой погиб сражавшийся на стороне Уи Фидгенти правитель Уи Кайрпри Эоган мак Крундмайл. Кроме того, упоминается об убийстве Брана Справедливого, сына короля мунстерских десси Маэл Октрайга.
Колгу мак Флайнн скончался в 678 году. После его смерти королевский сан перешёл к Фингуне мак Катайлу, сыну его предшественника на мунстерском престоле.
Согласно средневековым генеалогиям (в том числе, сохранившимся в «Мунстерской книге»), единственным известным сыном Колгу мак Файльбе Флайнна был Над Фройх. Ни один из их ближайших потомков так и не смог получить власть над Мунстером. Первым потомком Колгу, сумевшим взойти на королевский престол, был Тнутгал мак Доннгуса, правивший королевством в первой четверти IX века.